# Pycnomerus germaini
Pycnomerus germaini es una especie de coleóptero de la familia Zopheridae.

## Distribución geográfica
Habita en  Archipiélago Juan Fernández (Chile).